# Иън Глен
Иън Глен (на английски: Iain Alan Sutherland Glen) е шотландски театрален и филмов актьор, носител на Награда на Гилдията на киноактьорите и „Сребърна мечка“, номиниран за три награди „Лорънс Оливие“. Известни филми с негово участие са „Горили в мъглата“, „Жертви на съдбата“, „Прелестни създания“, „Лара Крофт: Томб Рейдър“, „Тъмнина“, „Заразно зло: Апокалипсис“, „Небесно царство“, „Последният легион“, „Заразно зло: Изтребване“, „Желязната лейди“, „Шут в г*за! 2“ и сериалите „Доктор Кой“, „Имението Даунтън“, „Борджиите“ и „Игра на тронове“.

## Биография
Иън Глен е роден на 24 юни 1961 г. в Единбург, Шотландия. Глен има двама по-възрастни братя, баща му Хамиш Глен е изпълнителен директор в Шотландския инвестиционен тръст. Иън учи първо в частната Единбургска академия, а след това в Университета на Абърдийн.
Докато е в университета негови приятели от „Университетското драматично дружество“ му предлагат да изиграе малка роля в постановка „Салемският процес“, което се оказва решаващо за изборът му на професия. След като играе и в постановката „Bent“ на фестивала на изкуствата „Фриндж“ в Единбург, Иън Глен решава да напусне Университета на Абърдийн и е приет да учи в Кралска академия за драматично изкуство в Лондон. Дипломира се през 1985 г. със златен медал.
През 1993 г. се жени за английската актриса Сузана Харкер. Иън и Сузана имат един син, двамата се развеждат през 2004 г. От 2005 г. има връзка с актрисата Шарлот Емерсън с която имат две дъщери.

## Кариера
Дебютът на Иън Глен е през 1986 г. в епизод от сериала „Инспектор Тагарт“. През 1988 г. си партнира със Сигорни Уийвър във филма „Горили в мъглата“. През 1990 г. си партнира с Джули Кристи в „Жертви на съдбата“ и печели награда „Сребърна мечка“ в категория „най-добър актьор“ за ролята си във филма „Silent Scream“. През същата година е избран за ролята на Хамлет във филма „Розенкранц и Гилденщерн са мъртви“. Продукцията печели награда „Златен лъв“ от Международния филмов фестивал във Венеция.
През 1997 г. е номиниран за награда „Лорънс Оливие“ в категория „най-добър актьор в мюзикъл“ за изпълнението си в „Принц Едуард“, а през 1999 и 2007 г. е номиниран за „Лорънс Оливие“ в категория „най-добър актьор“ за ролите си в постановките „Синята стая“ и „Салемският процес“.
През 2001 г. участва в екшъна „Лара Крофт: Томб Рейдър“ с участието и на Анджелина Джоли, а през 2004 г. в „Заразно зло: Апокалипсис“. През 2005 г. играе ролята на крал Ричард Лъвското сърце в епичния исторически филм на режисьора Ридли Скот – „Небесно царство“. През 2007 г. играе в „Заразно зло: Изтребване“. От 2010 до 2011 г. играе в сериалите „Доктор Кой“, „Фантоми“ и „Имението Даунтън“. Като част от актьорския състав на „Имението Даунтън“ печели Награда на Гилдията на киноактьорите.
От 2011 г. играе ролята на Джора Мормон в суперпродукцията на HBO – „Игра на тронове“. През 2013 г. взима участие в сериалите „Улица Рипър“, „Борджиите“ и екшън филма „Шут в г*за! 2“.

## Избрана филмография
- „Инспектор Тагарт“ (сериал, 1986)
- „Горили в мъглата“ (1988)
- „Жертви на съдбата“ (1990)
- „Розенкранц и Гилденщерн са мъртви“ (1990)
- „Silent Scream“ (1990)
- „Смъртта на търговския пътник“ (Тв филм, 1996)
- „Trial & Retribution“ (сериал, 1998)
- „Съпруги и дъщери“ (сериал, 1999)
- „Прелестни създания“ (2000)
- „Лара Крофт: Томб Рейдър“ (2001)
- „Тъмнина“ (2002)
- „Заразно зло: Апокалипсис“ (2004)
- „Небесно царство“ (2005)
- „Тара Роуд“ (2005)
- „Последният легион“ (2007)
- „Заразно зло: Изтребване“ (2007)
- „Дневникът на Ане Франк“ (сериал, 2009)
- „Закон и ред: Великобритания“ (сериал, 2009)
- „В бурята“ (2009)
- „Хари Браун“ (2009)
- „Папеса Йоана“ (2009)
- „Доктор Кой“ (сериал, 2010)
- „Фантоми“ (сериал, 2010)
- „Имението Даунтън“ (сериал, 2011)
- „Желязната лейди“ (2011)
- „Игра на тронове“ (сериал, 2011 – )
- „Хенри IV“ (Тв филм, 2012)
- „Хейвън“ (сериал, 2012)
- „Заразно зло: Възмездие“ (ретроспективни кадри, 2012)
- „Улица Рипър“ (сериал, 2013)
- „Шут в г*за! 2“ (2013)
- „Борджиите“ (сериал, 2013)
- „Война на дронове“ (2015)